# Jüdelverschluss

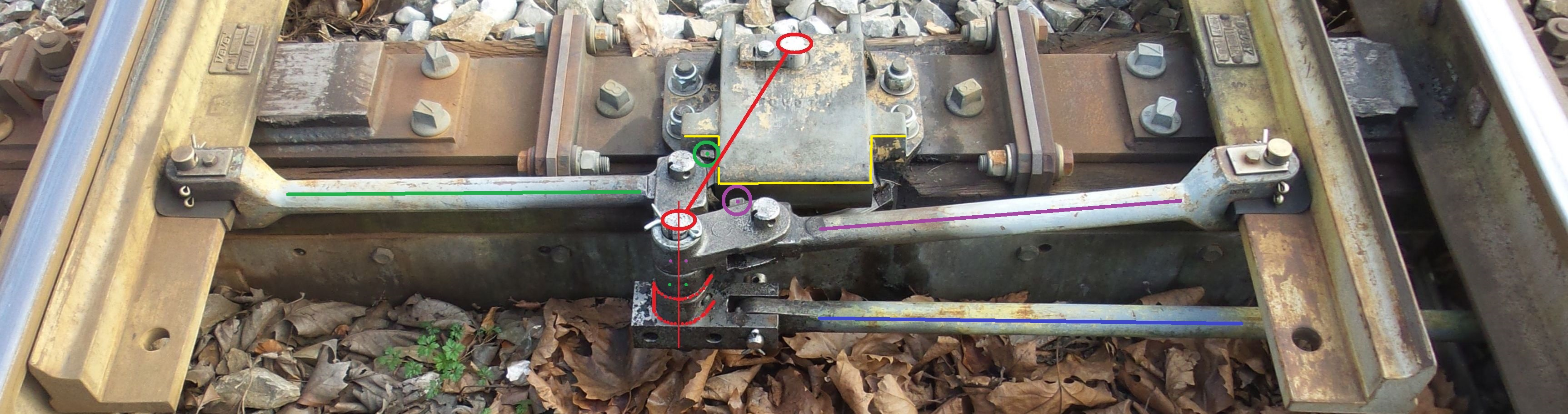
Jüdelverschluss

Der Jüdelverschluss ist ein Weichenverschluss, mit dem die Lagen der beiden Weichenzungen gesichert werden. Sein Name geht auf den Industriellen Max Jüdel zurück, der neben Stellwerken ab Ende des 19. Jahrhunderts auch Weichen produzierte und diese Art von Weichenverschlüssen auf den Markt brachte. Der Jüdelverschluss war bis in die jüngste Vergangenheit der in der Schweiz hauptsächlich verwendete Weichenverschluss.

## Funktion

### Funktion eines Weichenverschlusses
Die Stelleinrichtung kann die von ihr erzeugten Lagen der Weichenzungen ohne eine entsprechende Vorrichtung nicht sichern. Insbesondere mechanische Antriebe können die erforderliche Festhaltekraft nicht aufbringen, zudem entstehen durch die Leitungsreibung Hubverluste. Ohne Weichenverschluss würde jeder Hubverlust in der Stellleitung sofort zu mangelndem Zungenschluss der anliegenden Zunge an der dazugehörenden Backenschiene (Zungenklaffen) führen. Die Folge wäre unmittelbare Entgleisungsgefahr. Mit elektrischen Antrieben lässt sich zwar der Stellweg garantieren und in vielen Ländern ist das auch üblich, doch sind derartige Weichen nicht ohne Beschädigung auffahrbar (Befahren bei falscher Stellung stumpf, d. h. vom Herzstück her). Verstärkt wurden die Probleme bei der Ablösung der Gelenk- durch Feder- und Federschienenzungen, da diese prinzipbedingt eine gewisse Vorspannung aufweisen. Zur Sicherung des Zungenschlusses wurden deshalb Weichenverschlüsse eingeführt, die die jeweils anliegende Zunge sicher an der Backenschiene halten und gleichzeitig den erforderlichen Abstand der abliegenden Zunge zur Backenschiene für einen ungehinderten Durchlauf der Spurkränze gewährleisten. In einer Endstellung wird die anliegende Zunge unabhängig von Hubverlusten an der anliegenden Zunge festgehalten. Ein Weichenverschluss unterteilt die Umstellbewegung durch den Weichenantrieb oder eine Handstelleinnrichtung in drei Teile:
- Beim Beginn der Umstellung bewegt sich nur die abliegende Zunge in Richtung zu ihrer Backenschiene. Gleichzeitig wird die Festhaltung der bisher anliegenden Zunge gelöst.
- Im Mittelteil der Umstellbewegung bewegen sich beide Zungen.
- Erreicht die jetzt anliegende Zunge die Backenschiene, endet ihre Bewegung. Die abliegende Zunge bewegt sich weiter, die anliegende Zunge wird durch diese Bewegung an der Backenschiene verriegelt. Der Weichenverschluss kann im Weichenantrieb (Innenverschluss) oder an den beiden Zungen (Außenverschluss, doch ist dieser Begriff unüblich) angebracht sein.

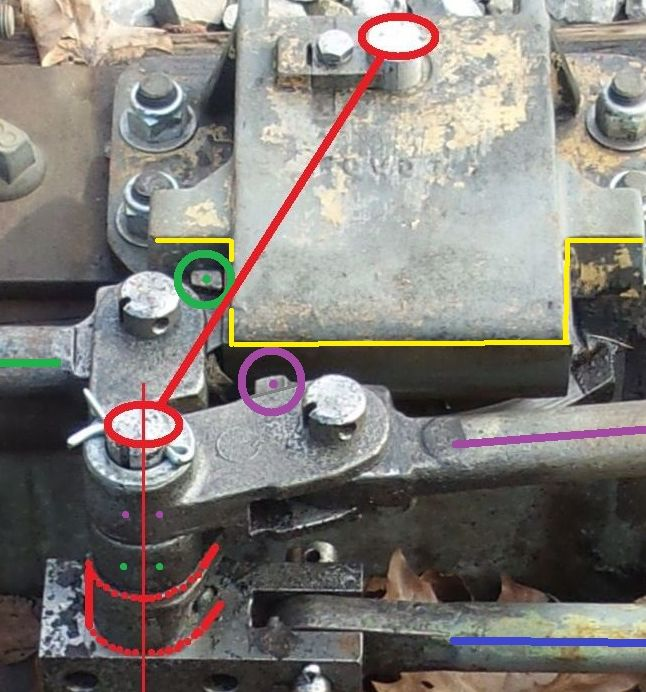
Jüdelverschluss (Ausschnitt)

### Funktion des Jüdelverschlusses
Der Jüdelverschluss ist ein außenliegender Weichenverschluss, der in Gleismitte angeordnet ist (Gelenkverschluss, auch Weichenverschluss mit innerer Abstützung). Auf der hinteren Schwelle des Verschlussschwellenfaches ist der Verschlusskörper (gelb gekennzeichnet) befestigt. In ihm ist auf einer senkrechten Achse die Schwinge (rot) gelagert. Diese Schwinge ist durch die Stellstange (blau) mit dem Weichenantrieb oder der Handstelleinrichtung verbunden. Auf der Oberseite der Schwinge sind die Stempel (links grün, rechts violett) über je eine Lasche angelenkt. Sie stellen die Verbindung zu den Zungen her. In der dargestellten rechten Endlage (rechts und links beziehen sich auf die eingestellte Fahrmöglichkeit von der Spitze her, in Rechtslage liegt demnach die linke Zunge an der Backenschiene an) liegt der linke Stempel der anliegenden Zunge an der Verschlusskante des Verschlusskörpers an, stellt damit den Formschluss her und hält die Zunge an der Backenschiene. Der Mechanismus hat eine Totstellung in dem Sinn, dass eine die anliegende Zunge abdrängende Kraft den Weichenmechanismus nicht in Bewegung versetzen kann. Die Anlagefläche der Stempel ist auf der dem Verschlusskörper zugewandten Seite flach, sie stellt das Gegenstück der jeweiligen Verschlusskante dar. Nocken auf diesen Stempelenden verhindern, dass das Gelenk zwischen Lasche und Stempel bei deren gegenseitiger Streckstellung (für die abliegende Zunge) in die verkehrte Richtung klappen und den Verschluss unwirksam machen.
Beim Umstellen in die Linkslage bewegt sich die Stellstange nach rechts. Über die rechte Lasche und den rechten Stempel wird die rechte, bisher abliegende Zunge in Richtung Backenschiene bewegt. Die anliegende Zunge bewegt sich noch nicht, die Lasche zieht jedoch den Stempel auf der Verschlussfläche nach vorn, dadurch wird die Festhaltung dieser Zunge entriegelt.
Erreicht die Hinterkante des linken Stempels das vordere Ende der Verschlusskante, beginnt die zweite Phase der Umstellung. Die Schwinge bewegt über die Laschen beide Stempel und damit beide Zungen, bis die rechte Zunge auf die Backenschiene trifft.
In dieser Position beginnt die dritte Phase der Umstellung. Die rechte Lasche und damit das Verschlussende des Stempels wird entlang der rechten Verschlusskante in Richtung zur Weichenwurzel bewegt, damit stützt sich die rechte Zunge an der Verschlusskante ab und sichert den Zungenschluss formschlüssig. Die dritte Phase endet, wenn der Antrieb die Endlage erreicht.

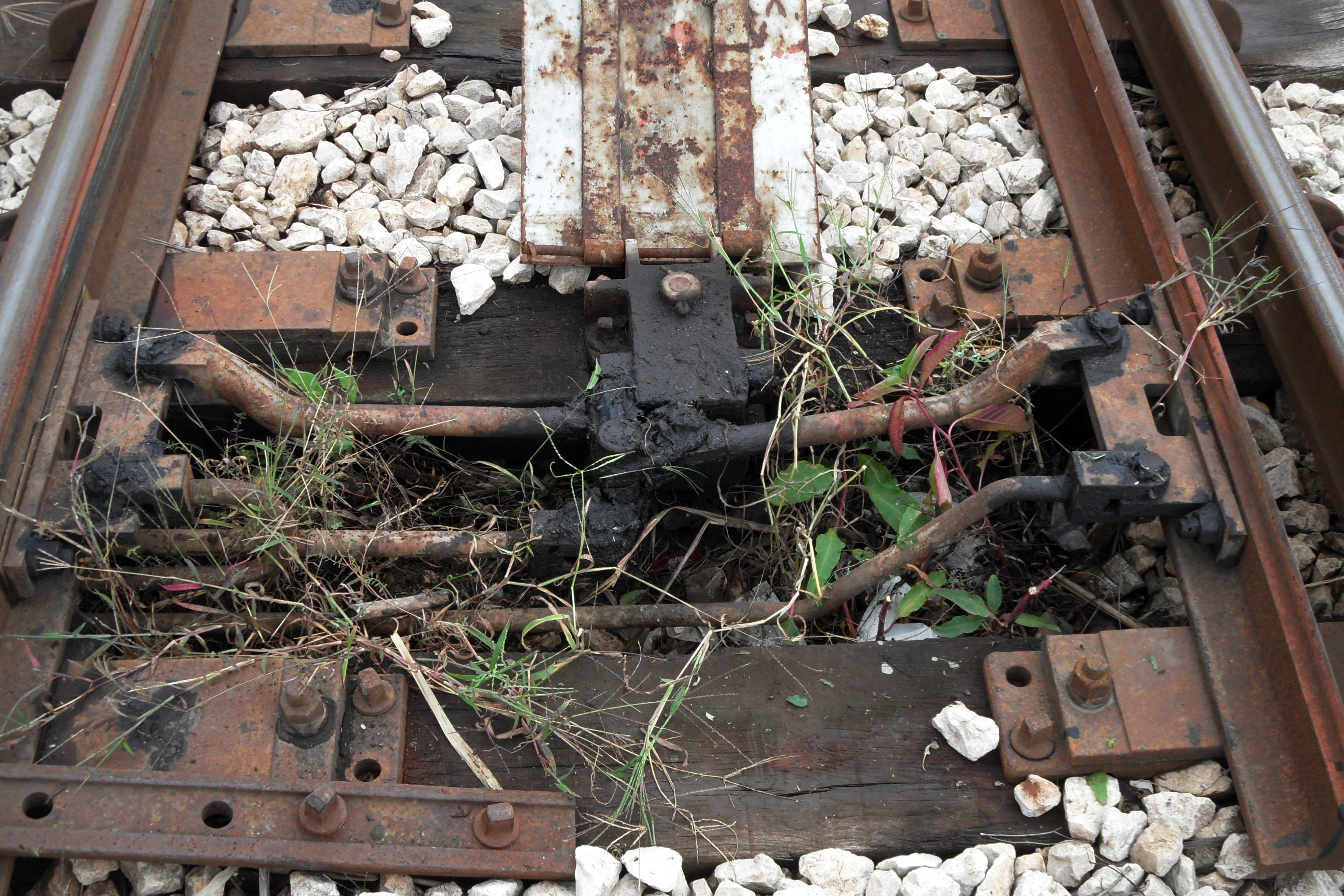
Weichenverschluss Bauform Jüdel, italienische Ausführung

In gewissen Grenzen differierende Stellwege, die insbesondere bei mechanisch ferngestellten Weichen auftreten können, sind unschädlich, weil die anliegende Zunge trotzdem solange festgehalten wird, wie sich der Stempel auf der Verschlusskante abstützt.

### Allgemeines
Ein Nachteil aller Gelenkverschlüsse ist die räumliche Trennung der Backenschienen vom Verschlusskörper. Jede Spurerweiterung führt sofort zu Zungenklaffen. Deshalb sind die Gleitstuhlplatten des Verschlussfaches miteinander durch kräftige Stahlplatten (Spurplatten) verbunden. Mit diesen ist ebenfalls der Verschlusskörper verschraubt.
Die Verschlussteile verbinden beide Backenschienen elektrisch leitfähig. Um trotzdem die Wirkung von Gleisstromkreisen nicht zu beeinträchtigen, sind die Spurplatten mit Isolierzwischenlagen versehen. Zusätzliche Isolierzwischenlagen gibt es an den Zungenanschlussgelenken der Stempel.
Die Längeneinstellung der Stempel erfolgt in allerdings engen Grenzen durch exzentrische Buchsen im Zungenfuß. Sind größere Längenänderungen erforderlich, müssen die Stempel warm gestaucht oder gestreckt werden. Bei italienischen Bauarten mit dem Zungensteg verschraubten Stangenanschlüssen gibt es eine zusätzliche Reguliermöglichkeit durch Beilagen. Insbesondere diese aufwändige Einstellung und die Empfindlichkeit gegen Spurveränderungen führte zur Ablösung aller Gelenkverschlussbauarten. In der Schweiz waren Weichenverschlüsse der Bauform Jüdel sehr lange die Regelbauart, die noch immer häufig vertreten ist.